# Pesca en Chile

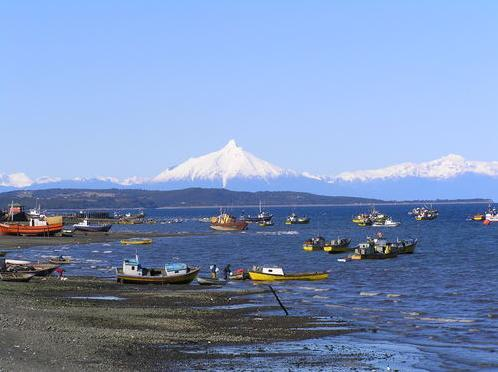
Barcos de pesca en Quellón, Chiloé con el volcán Corcovado al fondo

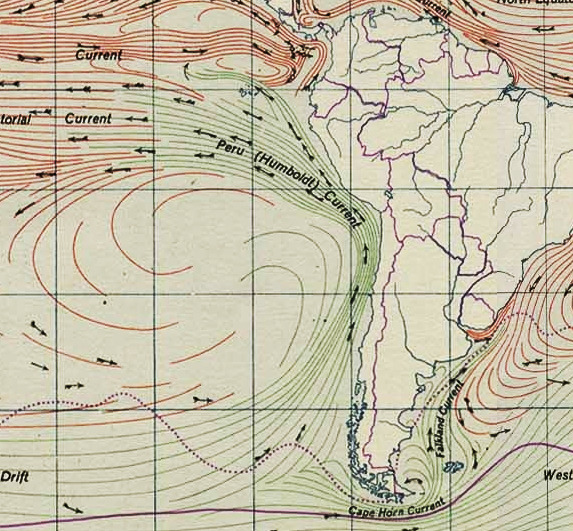
Corriente de Humboldt

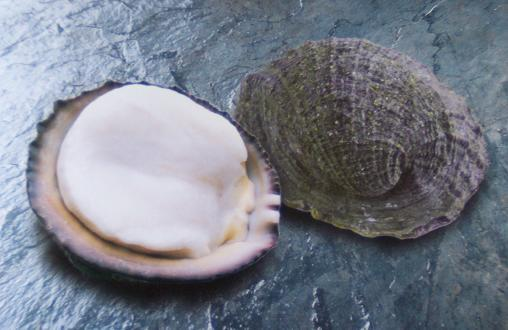
Dos individuos vivos de Concholepas concholepas; el de la izquierda se ha dado la vuelta para mostrar la parte inferior del gran pie musculoso

La pesca en Chile es una industria importante, con una captura total de 2 452 941 toneladas de recursos hidrobiológicos en 2021. A 2019, Chile tiene la tercera captura comercial más grande de América —después de Perú y Estados Unidos— y la undécima del mundo. Con más de 4000 km de costa, la pesca ha sido un recurso vital para el desarrollo familiar y de negocios a pequeña escala durante cientos de años. Debido a la corriente de Humboldt, el Mar Chileno es considerado uno de los ecosistemas marinos más productivos del mundo, así como el sistema de surgencia más grande. La pesca artesanal se practica en los 6435 km de costa del país y combina técnicas industriales con tradiciones prehispánicas.

## Historia
En la época contemporánea, la pesca tradicional en Chile tuvo un auge con la introducción de especies de salmón al país a fines del siglo XIX, con gran éxito ya que el salmón no encontró grandes enemigos o depredadores en las aguas frías y templadas de Chile. Posteriormente, el Estado, primero como política social y luego para promover la acuicultura en Chile, jugó un papel activo en la creación de granjas piscícolas que liberaron a los ríos diversas especies como la trucha arcoíris, la trucha marrón, la trucha de arroyo; y especies anádromas como el salmón plateado, el salmón rey y el salmón del Atlántico. Como resultado, varias especies se han adaptado bien al nuevo entorno.
Luego de un período de sobrepesca brutal, Chile estableció un sistema de cuotas en 2001, que ayudó a estabilizar las poblaciones. Este sistema de cuotas existía para distribuir cuotas de captura tanto para los pescadores artesanales tradicionales como para el mercado de la pesca industrial. Esta cuota se aplica tanto a dónde y cuándo pueden ir los pescadores después de su captura, así como qué tipos de peces pueden capturar y cuántos en un período determinado. Aunque las empresas y las coaliciones de individuos son libres de vender sus cuotas, originalmente se asignaron sobre la base de la división histórica de la captura entre las empresas. Eso dio a los operadores establecidos, que obtuvieron cuotas gratuitas, una ventaja sobre los nuevos participantes, que tuvieron que comprarlas a sus rivales. Una serie de fusiones ha puesto el 91% de la cuota industrial total de jurel, sardina y merluza en manos de sólo cuatro empresas. Esta ley expiró en 2012. Fue reemplazada por la controvertida Ley de Pesca o Ley Longueira, cuya aprobación se ha demostrado que fue influenciada por sobornos pagados por la industria pesquera de Corpesca a tres políticos de la región de Tarapacá.
El grupo más afectado por esta legislación son los aproximadamente 86 000 pescadores independientes. Surcan las aguas cercanas a la costa de Chile en 13.000 embarcaciones, que van desde barcos semi-industriales hasta botes de remos. Estos miles de pescadores representan casi la mitad del sector pesquero en Chile (alrededor del 45%) pero luchan contra la creciente presencia industrial, especialmente en Valparaíso y otras zonas como Biobío, Chiloé y Pelluhue. Un aumento en los controles de licencias en la región ha impactado severamente a los hombres y mujeres que durante décadas han utilizado esta industria para mantener a sus familias y transmitir sus habilidades a la próxima generación. Las licencias requieren que los pescadores registren sus capturas y nunca se aventuren fuera de su zona registrada. Los pescadores artesanales alguna vez tuvieron derechos de pesca exclusivos a cinco millas náuticas de la costa; los barcos de pesca industrial solo podían pescar a más de cinco millas. Sin embargo, esto también creó problemas ya que ciertos peces solo se pueden capturar más lejos. Los pescadores artesanales no tienen acceso a esta captura. Desde entonces, esto se ha convertido en un punto discutible ya que, con la expiración de partes de la ley de cuotas de pesca, el codiciado y exclusivo acceso a la costa de los pescadores artesanales se ha reducido a una milla náutica de la costa.

## Pesca industrial
Las empresas de pesca industrial en Chile han reportado no más de 10 000 empleados. Poseen el 55 por ciento del mercado, pero solo cuatro empresas poseen más del 92 por ciento de ese mercado: Marfood, Orizon, Blumar y Camanchaca. Además del claro monopolio de las ganancias, la nueva Ley de Pesca de Chile es desproporcionadamente beneficiosa para las empresas pesqueras industriales a gran escala. En febrero de 2013 se privatizaron los recursos marinos por “un período de 20 años, renovables y transferibles”, beneficiando desproporcionadamente a las grandes empresas pesqueras industriales.
El principal argumento del ministro Pablo Longueira para defender la legislación fue que iba a “promover la sostenibilidad de los recursos pesqueros”, pero, al examinarla, no es así. “El motivo del gobierno es reforzar el modelo económico vigente; hay un interés político en hacer que los recursos pesqueros sean de alguien”, dice Cosme Caracciolo, pescador artesanal y miembro del Consejo Nacional de Defensa de la Pesca Artesanal (CONDEPP). “Bajo esta ley de pesca, se han otorgado concesiones de 20 años renovables, creando propiedad sobre peces que aún no han nacido. ¡Es absurdo! Es aplicar el capitalismo a los recursos vivos”. “Ahora quieren aumentar la cuota de jurel, que está reconocida como una especie en peligro de extinción”, lamenta Caracciolo. El titular del Fondo Mundial para la Naturaleza (WWF) para el Programa de Pesca Sostenible de Chile, Mauricio Gálvez, respalda esta opinión. Insiste en que “la decisión del Consejo Nacional Pesquero de Chile de aumentar la cuota de captura de jurel en un 11,9% es totalmente inaceptable, dada la sobreexplotación actual del stock”.

## Pesca recreativa
El turismo de pesca recreativa en los ríos del sur de Chile ha ganado fama mundial en las últimas décadas, atrayendo a personalidades como Harrison Ford, Michael Douglas y Kevin Costner.